# 19
Aquesta pàgina és per a l'any. Per al nombre, vegeu dinou.
|  | Per a altres significats, vegeu «19 (grup de música)». |

## Esdeveniments
- Catualda deposa Marobod, rei dels marcomans.[1]

## Necrològiques
- Germànic Cèsar, general romà.
- Armini, líder germànic.
- Vonones, rei part.